# Haszavjurti egyezmény
A haszavjurti egyezmény egy tűzszüneti megállapodás volt, amely véget vetett az első csecsen háborúnak. A dagesztáni Haszavjurt városban írta alá 1996. augusztus 31-én Alekszandr Lebegy és Aszlan Maszhadov. Nyolc és fél hónappal később, 1997. május 12-én Borisz Jelcin és Maszhadov a Kremlben aláírták az orosz–csecsen békeszerződést. A szerződés érvényét veszítette, miután Samil Baszajev csapatai támadást hajtottak végre Dagesztánban. Ezzel elkezdődött a második csecsen háború.